# Artländer Drache

Artländer Drachen

Der Artländer Drache ist eine gemeine Figur in der Heraldik und hat einen Eigennamen. Er ist ein fiktives Wappentier.
Die Besonderheit gegenüber dem bekannten Wappentier Drache besteht darin, dass er ungeflügelt und beinlos ist.
Sein Vorkommen im Wappen beschränkt sich auf wenige Gemeinden im Artland. Die Samtgemeinde Artland führt im Wappen zwei Drachen. Das Wappen zeigt im durch Wellenschnitt gespaltenen rot-silbernen Schild zwei einander zugewendete Drachen ohne Flügel und Klauen in verwechselten Farben. Weitere Wappen führen ihn im vorderen Feld. Dazu gehören die Mitgliedsgemeinden Badbergen, Menslage und Nortrup. Gehrde führt an beiden Flanken dieses Tier, getrennt durch einen silbernen Pfahl mit Kirchturm.

Badbergen
Menslage
Nortrup
Gehrde

Der so genannte Artländer Drache
Der Artländer Drache wird auch Drudemänneken genannt. Diesen Namen verdankt er seiner Verwendung als Verzierung und Schnitzwerk auf vielen Möbeln, die regional ihre Verbreitung haben: Möglicherweise hatte der Drache in ländlichen Raum eine Schutzfunktion zur Abwehr schädlicher Einflüsse.
Augenfällig sichtbar wird der Drache in der sehr eigenständigen Artländer Möbel-Kultur. So genannte „Wellenranken-Drachenkopf-Ornamente“ zieren die reich gestalteten Schauseiten von Eichenholzmöbeln: Anrichten, Schränke und insbesondere Stollen- oder Kastentruhen – mehrheitlich Braut-Truhen. Gegen Ende des 17. Jahrhunderts erscheint dieses spezielle Motiv, das für die Arländer Möbelkultur zur Leitfunktion wurde: die Wellenranke mit Drachenkopf, die auf Stollentruhen ausschließlich in Flachschnitzerei vorkommt.
Die Wellenranken-Drachenkopf-Ornamente stammen aus Musterbüchern des 16. Jahrhunderts von Ornamentstechern, wie Cornelis Floris und Vredeman de Vries, die auch den Beschlagwerkstil der Weserrenaissance prägten und deren Ornamente sich an Fassaden von Schlössern und Bürgerhäusern im Weserraum und darüber hinaus in weiten Teilen Niedersachsens und Westfalens finden. Von diesen Zierformen bezog auch die volkstümliche Kunst Anregungen. Hierbei bietet das um 1572 entstandene Kirchen- und Chorgestühl der St. Sylvesterkirche in Quakenbrück eines der markantesten Beispiele. Ein Vergleich der Dekorformen in der Sylvesterkirche und auf Artländer Möbeln zeigt, dass eine Reihe von Motiven und Anordnungen ohne wesentliche Abänderung übernommen wurde.
Nach den Untersuchungen der Gruppe um Helmuth Ottenjann und des Museumsdorfes Cloppenburg erscheint das Wellenranken-Drachenkopf-Ornament erstmals 1602 auf einem Möbelstück aus dem Kirchspiel Badbergen, findet allgemeine Verbreitung jedoch erst ab 1660 und wird bis zum Ende des 18. Jahrhunderts beibehalten.
Auch Balken sind mit dem Drachenmotiv verziert. Am bekanntesten sind die Verzierungen des Chorgestühls in der Kirche St. Sylvester in Quakenbrück. Hier wird das Gestühl mit dem Drachen auf 1572 datiert...